# Brecha de los misiles

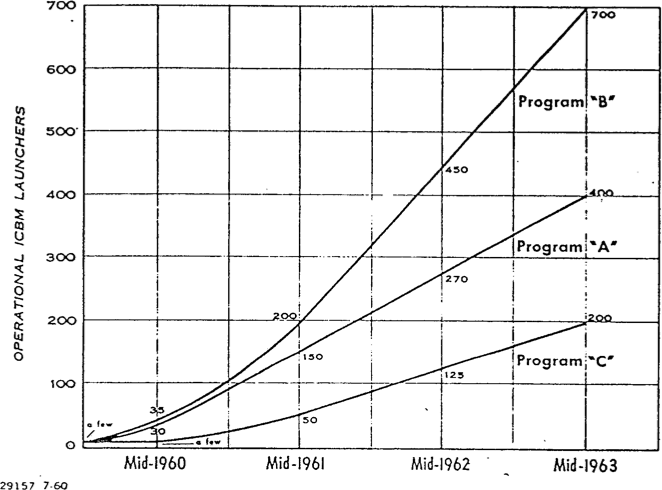
Número estimado de misiles balísticos soviéticos.
(Programas >> A: CIA, B: USAF, C: Army&Navy)

La brecha de los misiles (en inglés, missile gap) fue un término usado en los Estados Unidos a principios de la década de 1960 para hacer referencia a la percibida (y errónea) disparidad a favor de la Unión Soviética en el número de ojivas (warheads) nucleares estratégicas -así como en la potencia destructiva de ellas-, tanto respecto de las de mediano (IRBMs) como las de largo (ICBMs) alcance. 
Como se descubriría más tarde, la supuesta brecha solo existía en las exageradas estimaciones de quienes participaron del Comité Gaither en 1957, así como en las mentes de algunos miembros de la Fuerza Aérea estadounidense. En otras palabras, se estimaba erróneamente que, durante esos tempranos años de Guerra Fría, el arsenal atómico soviético ya era mayor que el de los EE. UU., cuando en realidad aún era sensiblemente inferior.
Por su parte, a comienzos de la década de 1960, la CIA facilitó cifras estimativas soviéticas mucho menores, que sugerían una clara (y correcta) supremacía a favor de los Estados Unidos. Al igual que la aparente brecha de los bombarderos, hay quienes -más bien afectos a las conspiraciones- creen que algunos dentro del establishment político-militar estadounidense sabían que la “brecha” era ilusoria ya desde un principio, por lo que habría sido usada meramente como un arma o herramienta política, haciendo eventuales anuncios al respecto a través de la prensa. En realidad, aunque algo de eso pudo haber existido, una de las principales causas de esa confusión provenía del propio y natural hermetismo soviético, en particular respecto de sus secretos militares.

## Introducción
El lanzamiento del Sputnik 1 por parte de los soviéticos, el 4 de octubre de 1957, tomó por sorpresa a los confiados Estados Unidos, y tendió a resaltar los logros tecnológicos de la URSS durante la primera década de posguerra, a su vez que causó alarma o preocupación entre los políticos y el público estadounidense en general. Por un lado estaban aquellos que simplemente decían que el honor o privilegio de haber sido los primeros debería haberle correspondido a los Estados Unidos, ya que eran el país más avanzado del mundo (de hecho, el que iba a a ser su primer satélite en órbita se llamaba “Vanguard” justamente porque esperaban ser los pioneros al respecto). Los militares, por su parte, vieron con seria preocupación el hecho de que, si los soviéticos habían sido capaces de poner el Sputnik en órbita, podían enviar un eventual misil balístico intercontinental (nuclear) contra los EE. UU., dando por tierra con la histórica invulnerabilidad “insular” que había protegido o blindado la seguridad del país hasta la Segunda Guerra Mundial inclusive.
El presidente John Fitzgerald Kennedy afirmó al respecto que “la nación estaba perdiendo la carrera satelital-misilística con la Unión Soviética debido a...  errores de cálculo complacientes, tacañería, recortes presupuestarios, una mala gestión increíblemente confundida y destructivos celos y rivalidades”
Por otro lado, la temprana supremacía soviética en lanzadores de largo alcance (como el que les permitió poner en órbita el primer Sputnik se debía en parte a los esfuerzos de la URSS en ese sentido, mientras que los Estados Unidos se concentraban en el desarrollo de misiles balísticos más pequeños y de alcance intermedio (IRBMs, ya que -desde el punto de vista geoestratégico- podían rodear a la URSS, instalando sus misiles en otros países aliados a la OTAN, como los de Europa Occidental o Turquía.
Los soviéticos, que carecían de bases de ultramar apropiadas, se vieron forzados a la producción de los muchos más grandes -y técnicamente más desafiantes- proyectiles intercontinentales de largo alcance (ICBMs), lo que como contrapartida, los llevó a disponer tempranamente de misiles capaces de poner satélites en órbita.
La Estimación de la Inteligencia Nacional (NIE, National Intelligence Estimate) 11-10-57, emitida en diciembre de 1957 consideraba que los soviéticos “tendrían probablemente hasta 10 prototipos de ICBMs con capacidad operativa entre mediados de 1958 y el mismo período de 1959.”
Y por si fuera poco, después de la fanfarronada de Jrushchov de que “los misiles intercontinentales [ICBMs] salían de las fábricas soviéticas como salchichas de una máquina de hacer embutidos”, las ya de por sí exageradas estimaciones estadounidenses sobre la capacidad nuclear soviética comenzaron a inflarse aún más.
Un informe similar recogido y generado unos pocos meses después, el NIE 11-5-58, emitido en agosto de 1958, concluyó que la URSS tenía “la capacidad técnica e industrial... de tener unos 100 ICBMs operativos” para 1960 y tal vez unos 500 de ellos para “algún momento de 1961, o, como mucho, de 1962”. No obstante, todas estas estimaciones estaban basadas en supuestos de mayor o menor precisión, denominados tradicionalmente guestimates en inglés (término relativamente irónico derivado del verbo to guess, “adivinar”).
A partir de la recolección de fotografías de inteligencia por parte de los vuelos de gran altura de los Lockheed U-2 sobre la URSS desde 1956 (los vuelos clandestinos comenzaron sobre el espacio aéreo soviético en 1956), el gobierno del presidente Dwight D. Eisenhower comenzó a tener información de primera mano que le ofrecía la evidencia cada vez más fuerte de que la supuesta supremacía soviética respecto de los misiles nucleares estratégicos era claramente falsa.
Basada en esta evidencia, la CIA ubicó el número de los ICBMs iniciales soviéticos en cerca de una docena. Los esporádicos sobrevuelos de espionaje posteriores no podían encontrar evidencia de la existencia de misiles adicionales. Sin embargo, el general Curtis LeMay argumentaba que la mayor parte de los misiles en existencia se hallaba en áreas protegidas que no habían podido ser fotografiadas por los U-2. Por lo tanto, comenzó a haber discusiones en torno a la capacidad de producción de las plantas misilísticas soviéticas, en un esfuerzo para intentar estimar su ritmo de producción aproximado.
Varios años después se sabría que incluso el moderado cálculo especulativo de la CIA era incluso exagerado, ya que el número de ICBMs en ese momento era de sólo 4.

## Efectos
La evidencia posterior sugirió que una consecuencia involuntaria de la falsa idea de John F. Kennedy de que los Estados Unidos se encontraban rezagados con respecto a la Unión Soviética en cuanto al número de ojivas o cabezas nucleares, fue que el entonces premier soviético Nikita Jrushchov y los oficiales superiores dentro de establishment militar soviético habrían comenzado seriamente a creer que Kennedy era una suerte de “extremista peligroso” que, junto al llamado “complejo militar industrial” de su país estaban intentando implantar la idea de un supuesto primer ataque nuclear soviético, como pretendido fundamento para intentar un propio “ataque preventivo” masivo sobre las principales ciudades de la URSS.[cita requerida]
Esta creencia acerca del supuesto militarismo de Kennedy fue reforzada en las mentes soviéticas por la invasión de Bahía de Cochinos del 15 de abril de 1961, que a su vez fue un anticipo de la crisis de los misiles cubanos de octubre de 1962. (Kennedy ya había sido informado de la que “brecha de los misiles” era un ficción” ya cuando asumió su cargo el 20 de enero de 1961. Además, con respecto a la crisis cubana, un espía soviético que a favor de los Estados Unidos]], el coronel Oleg Penkovski, había contribuido a calmar al presidente estadounidense al respecto de la supuesta superior capacidad coheteril soviética).
Las advertencias en torno al desequilibrio nuclear estratégico entre ambas potencias antagónicas no eran nuevas, de hecho la anterior supuesta “brecha de los bombarderos” (bomber gap) había generado preocupaciones -y presiones- a nivel político en los Estados Unidos unos pocos años antes.
Lo que era diferente acerca de la brecha de los misiles era el miedo, que pronto se demostraría era infundado, de que un país distante como la URSS pudiese lanzar un ataque nuclear masivo contra los EE. UU., con poco daño colateral para ellos mismos. Justamente lo que refutaría la parte última de la anterior afirmación era que la propia capacidad nuclear atómica estadounidense contribuía enormemente a mantener a los soviéticos “a raya”, lo que devendría -sobre todo a partir de la década de 1970- en un estable “equilibrio del terror” (que sería conocido con la sigla inglesas MAD (Mutual Assured Destruction, “destrucción mutua asegurada”, a veces usada como juego de palabras, ya que la palabra mad en inglés equivale a “loco”).
La preocupaciones acerca de las brechas misilísticas, así como otros temores relacionados -como la proliferación nuclear en general, continuarían a escala menor entre potencias antagónicas menores. Algo así sucedería, por ejemplo durante los ensayos atómicos subterráneos llevados a cabo por la India y Pakistán -hostiles entre sí a causa de la disputada región de Cachemira (Kashmir)- durante el mes de mayo de 1998.

## En la cultura popular
La idea de la supuesta brecha de misiles fue parodiada en la película de Stanley Kubrick Dr. Strangelove or: How I learned to stop worrying and love the bomb (“Dr. Strangelove o: Cómo aprendí a dejar de preocuparme y a amar la bomba”, 1964; en España Teléfono rojo: Volamos hacia Moscú), en la cual los soviéticos llegan a fabricar un dispositivo nuclear devastador para “el día del juicio final”, después de haber leído en el diario The New York Times que los EE. UU. estaba trabajando en el desarrollo de uno similar, y así no permitir que “abriesen una nueva brecha”. También en la película el presidente de los Estados Unidos es advertido por sus generales acerca de la potencial “brecha de los pozos mineros” a favor de la URSS, después de haberse dado cuenta de que lo mejor sería desplazar a grandes cantidades de gente bajo tierra, ante el evento de un intercambio nuclear con los soviéticos.
“La brecha de los misiles” (Misile gap) es asimismo el título de un libro de ciencia ficción escrito por Charles Stross, en el que narra una historia o resolución alternativa a la misma, así como también a la subsiguiente crisis de los misiles cubanos de octubre de 1962.

## El tema durante la década de 1970
Una segunda aseveración acerca de una renovada “brecha de los misiles” apareció en 1974. Ese año Albert Wohlstetter, profesor de la Universidad de Chicago, acusó a la CIA de haber subestimado sistemáticamente la cantidad y el despliegue de los misiles nucleares soviéticos. 
En un artículo sobre las relaciones exteriores de los Estados Unidos titulado “¿Existe una carrera de armas estratégicas?” (Is there a strategic arms race?), Wohlstetter concluyó que los Estados Unidos le estaban permitiendo pasivamente a la Unión Soviética alcanzar la superioridad militar, al no intentar cerrar lo que él veía como una creciente brecha misilística. Potenciados por ese informe desalentador, varios políticos conservadores comenzaron a atacar la evaluación anual que hacía la CIA sobre la evolución del arsenal atómico soviético.
Esto llevó a un ejercicio de análisis competitivo, con la creación de un grupo alternativo denominado Team B (“Equipo B”), que fue concebido para la creación de un informe muy controvertido al respecto.